# Ліпарис арктичний
Ліпарис арктичний (Liparis tunicatus ) — вид скорпеноподібних риб родини Ліпарисові (Liparidae). Мешкає у Північній Атлантиці біля берегів Канади. Максимальна довжина тіла сягає 16 см.